# 大谷田村
大谷田村（おおやたむら）とは、1616年（元和2年）から1889年（明治22年）まで存在した武蔵国足立郡のち東京府南足立郡の村。現在の住居表示の大谷田一-五丁目、中川一-五丁目、東和四-五丁目、谷中二-三・五丁目の一部または全部に相当する。

## 概要
武蔵国足立郡渕江領の村として1616年（元和2年）に開拓された。中川右岸（西岸）に位置し、北は佐野新田、東は中川、南は長右衛門新田、西は久右衛門新田および、蒲原村、南西の一部を北三谷村と接していた。享保年間よりは将軍家の鷹場となり、年貢負担を3割軽減されたという。
現在では「大谷田」の名称は大谷田村の村域の大半を継承した大谷田に住居表示として残る。

## 歴史
5、6千年前にまだ奥東京湾が関東地方中部まで入り込んでいた頃、大谷田村の村域も例外なく海面下に沈んでいた。のちに海岸線が後退して現在の沖積平野を形成してから、人々がこの地に南下してきて定住したと考えられる。大谷田村がいつから開発されたのか詳細は分かっていないが、江戸時代初期の元和年間には「大谷田」の記述が初めて記載される。この辺りの土地は利根川の自然堤防の後背湿地にあり、きわめて水利条件が悪く、初め人々は自然堤防上で暮らしていたのだろう。実際、第一級河川中川の堤防沿いにある「常善院」は自然堤防上に位置するが、そこで東淵江地域最古の板碑が発見されたという。このことから、大谷田の歴史も東淵江の他の地区と同じように、自然堤防上から始まったと考えられる。
大谷田村はいくつかの小字（上、中、下、碇り耕地、八百免耕地、貝瀬耕地、稗田耕地、前谷耕地、ほか）に分かれていた。
かつては武蔵国東部に広がる足立郡の南部にある渕江領に属していたが、1871年（明治4年）に廃藩置県で東京府が置かれ、足立郡が埼玉県側と南北に分割されると、東京府側に再編された南足立郡に編入される。1872年（明治5年）の大区小区制施行で「大谷田村」は一時的に中断するが、1878年（明治11年）の郡区町村編制法で復活し、1889年（明治22年）の東渕江村への周辺諸村との合併統合で発展的解消をもって消滅する。

### 年表
- 1583年（天正11年） - 心善応が浄土宗「善応寺」を草創

この頃からすでに大谷田地域は開発されていたと推測される
- 1615年（元和元年） - 宇田川出雲が新義真言宗延命山福寿院（通称「福寿院」）を創建（現在の足立区立第十二中学校の敷地内）
- 1616年（元和2年）10月10日 - 伊奈半十郎書状に「淵江之内大谷田新田開之書」の記述
- 同年丙辰 - 圓立院仁上人が日蓮宗「立応寺」を創建

この頃（元和年間）に宇田川出雲が義真言宗典勇山常善院神勝寺（通称「常善院」）を創建する
- 1644年～1648年（正保年間） - 正保改定図に「大谷田村」の記述
- 1691年（元禄4年）11月 - 12人の村民が「庚申塔」を建立
- 1695年（元禄8年） - 検地を実施

当初の村高は860余石（田が749余石、畑が111余石。）であったが、その後増加し元禄年間には893余石になったという（元禄郷帳）
- 1726年（享保11年） - 新田検地を実施

この頃（享保年間）、徳川吉宗が鷹狩りの際に「常善院」に立ち寄る
- 1789年（寛政元年）11月5日 - 真言宗豊山派「常善院」に有徳院が立ち寄る。御膳所となる
- 1792年（寛政4年） - 新田検地を実施。
- 1793年（寛政5年） - 火災により「常善院」本堂が焼失

この頃（化政期）の家数は100軒
- 1801年（享和元年） - 「常善院」本堂が再建される
- 1838年（天保9年） - 家数は104軒、人口613人（新編武蔵）

この頃（天保年間）の村高は898余石（天保郷帳）
幕末期の村高は894余石、新田4余石
- 1868年（明治元年） - 武蔵国足立郡大谷田村
- 1869年（明治2年） - 小菅県足立郡大谷田村
- 1871年8月29日（明治4年7月14日） - 廃藩置県により東京府へ編入される
- 1871年（明治4年）11月22日 - 南足立郡に編入される。東京府南足立郡大谷田村[要出典]

この頃の村高は894余石、田畑などは111町歩（小菅県示書）
- 1872年（明治5年） - 戸数115軒、人口661人（府示科）
- 1872年 - 大区小区制施行により、東京府第五大区「八小区」となる
- 1875年（明治8年） - 立応寺が火災焼失する
- 1878年（明治11年） - 郡区町村編制法施行により、東京府南足立郡大谷田村となる
- 1889年（明治22年） - 市制町村制施行により佐野新田・長右衛門新田・北三谷村・普賢寺村・蒲原村と合併し東渕江村の大字大谷田となる。大谷田村消滅